# Eutímio de Estiris
Eutímio de Estiris (em grego medieval: Εὐθύμιος Στειριότης; romaniz.: Euthýmios Steiriótes) foi um clérigo bizantino do século X. A julgar pela menção nas fontes de Estiris, pensa-se que fosse mônaco dessa cidade beócia. Ele escreveu vários cânones, um deles sobre São Lucas, o Jovem.